# 威廉·弗格森·梅西
威廉·弗格森·梅西（William Ferguson Massey，1856年3月26日—1925年5月10日），紐西蘭政治家。

## 生平
1912年起任總理直到去世，是紐西蘭史上任期第二長的總理（略短於理查德·塞登）。梅西大学以他的名字命名。